# عمر احمد توفیق
عمر احمد توفیق (انگلیسی: Omar Ahmed Tawfiq؛ زادهٔ ۳ اوت ۱۹۷۰) بازیکن فوتبال اهل عراق بود.
وی همچنین در تیم ملی فوتبال عراق بازی کرده‌است.